# 21543 Джессоп
21543 Джессоп (21543 Jessop) — астероїд головного поясу, відкритий 17 серпня 1998 року.
Тіссеранів параметр щодо Юпітера — 3,161.